# Йоганнес Фінк
Йоганнес Фінк (нім. Johannes Fink; 28 березня 1895, Пфуллінген — 1 липня 1981, Пфуллінген) — німецький воєначальник, генерал авіації (1 квітня 1944). Кавалер Лицарського хреста Залізного хреста.

## Біографія
30 червня 1914 року вступив в 127-й (9-й Вюртемберзький) піхотний полк. Учасник Першої світової війни, 10 вересня 1914 року важко поранений, після одужання (квітень 1915) командував взводом, ротою, був ад'ютантом батальйону і свого полку.
Після демобілізації армії залишений в рейхсвері. Закінчив Вищу технічну школу в Берліні-Шарлоттенбурзі і пройшов льотну підготовку (1931), закінчив училище льотчиків цивільної авіації в Брауншвейгу (1933). З 1 квітня 1931 року — радник Управління озброєнь Імперського військового міністерства, займався питаннями авіаційної техніки. З 1 квітня 1933 року — офіцер зв'язку при Управлінні озброєнь сухопутних військ і начальник групи Технічного управління Імперського міністерства авіації. З 1 квітня 1934 року — директор авіалінії Берлін-Мюнхен авіакомпанії Deutsche Lufthanza AG. З 1 липня 1934 року — командир ескадрильї авіаційного училища в Фасбергу. 1 квітня 1935 року призначений командиром бомбардувальної ескадри «Бельке» (створенням якої керував в Фасбергу). З 1 квітня 1937 року — інспектор безпеки польотів і навігаційного обладнання.
З 1 листопада 1938 року — командир 2-ї бомбардувальної ескадри. Учасник Польської і Французької кампаній. 21 жовтня 1940 року призначений інспектором бомбардувальної і штурмової авіації і генералом бомбардувальної авіації при головнокомандувачі люфтваффе. Керував підготовкою льотчиків бомбардувальної авіації, а також тестуванням і прийманням нових моделей бомбардувальників і штурмовиків. З 1 листопада 1942 року — командир 2-ї авіаційної дивізії, дислокованої в Південній Франції. 10 лютого 1944 року призначений командувачем люфтваффе в Греції. 11 вересня 1944 року зарахований в резерв ОКЛ. 30 листопада 1944 року прийняв командування 2-м авіаційним корпусом, штаб-квартира якого розміщувалася в Фюнфкірхені. 1-3 лютого 1945 року тимчасово заміщав командувача 1-м повітряним флотом. 3 лютого 1945 року зарахований в резерв. 21 квітня 1945 року взятий в полон британськими військами. 21 травня 1948 року звільнений.
Після звільнення працював в авіаційній промисловості. 6 грудня 1951 року отримав диплом інженера.

## Нагороди
- Залізний хрест 2-го і 1-го класу
- Орден «За військові заслуги» (Вюртемберг), лицарський хрест (4 січня 1918)
- Нагрудний знак «За поранення» в чорному
- Почесний хрест ветерана війни з мечами
- Медаль «За вислугу років у Вермахті» 4-го, 3-го, 2-го і 1-го класу (25 років)
- Лицарський хрест Залізного хреста (20 червня 1940)
- Німецький хрест в золоті (1 жовтня 1944)